# Piąty Park
Piąty Park (ukr. П'ятий Парк) – przystanek kolejowy we Lwowie, w obwodzie lwowskim, na Ukrainie.